# Ландау Лев Давидович
Лев Дави́дович Ланда́у (9 (22) січня 1908, Баку — 1 квітня 1968, Москва) — радянський фізик, академік АН СРСР (обраний у 1946). Член академій наук Данії, Нідерландів, Американської академії наук і мистецтв (США), Французького фізичного товариства, Лондонського фізичного товариства і Лондонського королівського товариства.
Ландау створив велику школу фізиків-теоретиків. До числа його учнів належать Є. М. Ліфшиць, О. О. Абрикосов, Л. П. Горьков, І. Є. Дзялошинський, І. М. Ліфшиць, І. Я. Померанчук, І. М. Халатников, О. Ф. Андрєєв, О. І. Ахієзер, В. Б. Берестецький, С. С. Герштейн, В. Н. Грибов, Б. Л. Йоффе, Ю. М. Каган, В. Г. Левич, Л. О. Максимов, А. Б. Мігдал, Л. П. Питаєвський, Л. М. П'ятигорський, Р. З. Сагдєєв, Я. А. Смородинський, К. А. Тер-Мартиросян, Ласло Тисса та інші.

## Біографія
Народився в сім'ї інженера-нафтовика. У чотирнадцять років вступив до Азербайджанського державного університету імені Кірова (Бакинського університету), де навчався одночасно на двох факультетах: фізико-математичному і хімічному. Після закінчення Ленінградського університету (1927 р.) — аспірант Ленінградського фізико-технічного інституту. У 1927 р. був відряджений у Данію до Нільса Бора, в Англію і Швейцарію. У 1932 р. очолив теоретичний відділ Українського фізико-технічного інституту в Харкові. З 1937 р. в Інституті фізичних проблем АН СРСР.
Академіка Ландау, Дау (так називали його близькі друзі й колеги), вважають легендарною фігурою в історії радянської і світової науки. Квантова механіка, фізика твердого тіла, магнетизм, фізика низьких температур, фізика космічних променів, гідродинаміка, квантова теорія поля, фізика атомного ядра і елементарних часток, фізика плазми — ось далеко не повний перелік галузей, які в різний час привертали увагу Ландау. Про нього говорили, що у «величезній будівлі фізики XX ст. для нього не було замкнених дверей».
Надзвичайно обдарований математично, Ландау жартома говорив про себе: «Інтегрувати навчився років в 13, а диференціювати умів завжди». Закінчивши в 1927 р. фізичне відділення Ленінградського університету, Ландау став аспірантом, а надалі співробітником Ленінградського фізико-технічного інституту, в 1926—1927 роках опублікував перші роботи з теоретичної фізики. У 1929 р. Ландау провів півтора року за кордоном в наукових центрах Данії, Англії і Швейцарії, де працював разом з провідними фізиками-теоретиками, в тому числі з Нільсом Бором, якого відтоді вважав своїм єдиним вчителем.
В Українському фізико-технічному інституті (нині Національний науковий центр «Харківський фізико-технічний інститут»), відкритому за рішенням 6-го з'їзду фізиків в 1928 році, Ландау взявся за створення школи теоретичної фізики.
Всесоюзні конференції в Харкові відвідали метри теоретичної фізики Поль Дірак і Нільс Бор. Друкований в Харкові «Physikalische Zeitschrift der Sowjetunion» розсилався передплатникам по всьому світу. Академік Олександр Ілліч Ахієзер згадував: з приїздом до Харкова Ландау УФТІ став одним з кращих світових центрів фізичної науки, і визнавав, що «якби мене попросили назвати лише двох фізиків, в максимальній мірі прославили українську науку, то я б назвав теоретика Л. Ландау і експериментатора Л. Шубнікова».
Рятуючись від процесу, що почався в Харкові над фізиками (див. Справа УФТІ), в 1937 р. Ландау прийняв запрошення Петра Капиці обійняти посаду керівника теоретичного відділу Інституту фізичних проблем (ІФП). Але в 1938 р. Ландау заарештовують за антирадянську агітацію. У в'язниці він провів рік і був випущений завдяки героїчному втручанню Капиці, який взяв Ландау «на поруки». Після звільнення, до самої смерті в 1968 р., Ландау був співробітником ІФП.
7 січня 1962 р. на шляху з Москви до Дубни, Ландау потрапив у автокатастрофу. Внаслідок серйозних поранень він перебував протягом 3 місяців у комі. Фізики всього світу брали участь у порятунку життя Ландау. Було організоване цілодобове чергування в лікарні. Медикаменти доставлялися літаками з країн Європи і з США. Внаслідок цих заходів життя Ландау вдалося врятувати, незважаючи на дуже серйозні поранення.
Після аварії Ландау практично перестав займатися науковою діяльністю. На думку деяких фізиків, внаслідок аварії він втратив свої розумові здібності. Однак на думку його дружини і сина, Ландау поступово повертався до свого нормального стану й у 1968 р. був близький до поновлення занять фізикою.
Ландау помер через декілька днів після операції з усунення непрохідності кишки, яка відбулась через тромбоз мезентеріальних кровоносних судин. Внаслідок цього виникло смертельне ускладнення — тромбоемболія легеневої артерії, через яку Ландау і помер. Дружина Ландау в мемуарах висловила сильні сумніви в компетентності деяких лікарів, які лікували Ландау, особливо лікарів зі спецклінік, де лікували керівництво СРСР.

## Наукова діяльність
Наукова спадщина Ландау така велика і різноманітна, що навіть важко уявити, як могла встигнути це зробити одна людина всього за 40 років. Він розробив теорію діамагнетизму вільних електронів — діамагнетизм Ландау (1930), разом з Євгеном Ліфшицем створив теорію доменної структури феромагнетиків і отримав рівняння руху магнітного моменту — рівняння Ландау-Ліфшиця (1935), ввів поняття антиферомагнетизму як особливої фази магнетика (1936), вивів кінетичне рівняння для плазми у випадку кулонівської взаємодії і встановив вигляд інтеграла зіткнень для заряджених часток (1936), створив теорію фазових переходів другого роду (1935—1937), вперше отримав співвідношення між густиною рівнів у ядрі і енергією збудження (1937), що дозволяє вважати Ландау (поряд з Гансом Бете і Віктором Вайскопфом) одним з творців статистичної теорії ядра (1937), створив теорію надплинності гелію II, поклавши тим самим початок створенню фізики квантових рідин (1940—1941), спільно з Віталієм Лазаревичем Гінзбургом побудував феноменологічну теорію надпровідності (1950), розвинув теорію фермі-рідини (1956), одночасно з Абдусом Саламом, Тзундао Чі й Чженьнін Янгом і незалежно від них запропонував закон збереження комбінованої парності і висунув теорію двокомпонентного нейтрино (1957). За піонерські дослідження в галузі теорії конденсованих середовищ, зокрема теорії рідкого гелію, в 1962 році Ландау була присуджена Нобелівська премія з фізики.
Величезною заслугою Ландау є створення радянської школи фізиків-теоретиків, до складу якої входили такі вчені як, І. Я. Померанчук, І. М. Ліфшиць, Є. М. Ліфшиць, О. О. Абрикосов, А. Б. Мігдал, Л. П. Питаєвський, І. М. Халатников, Ю. М. Каган. Науковий семінар, яким керував Ландау, що вже став легендою, увійшов в історію теоретичної фізики.
Ландау є творцем класичного курсу теоретичної фізики (спільно з Євгеном Ліфшицем). «Механіка», «Теорія поля», «Квантова механіка», «Статистична фізика», «Механіка суцільних середовищ», «Електродинаміка суцільних середовищ» та інші праці становлять багатотомний «Курс теоретичної фізики», перекладений багатьма мовами, що й досі поціновується студентами-фізиками.

## Коротка хронологія життя і діяльності

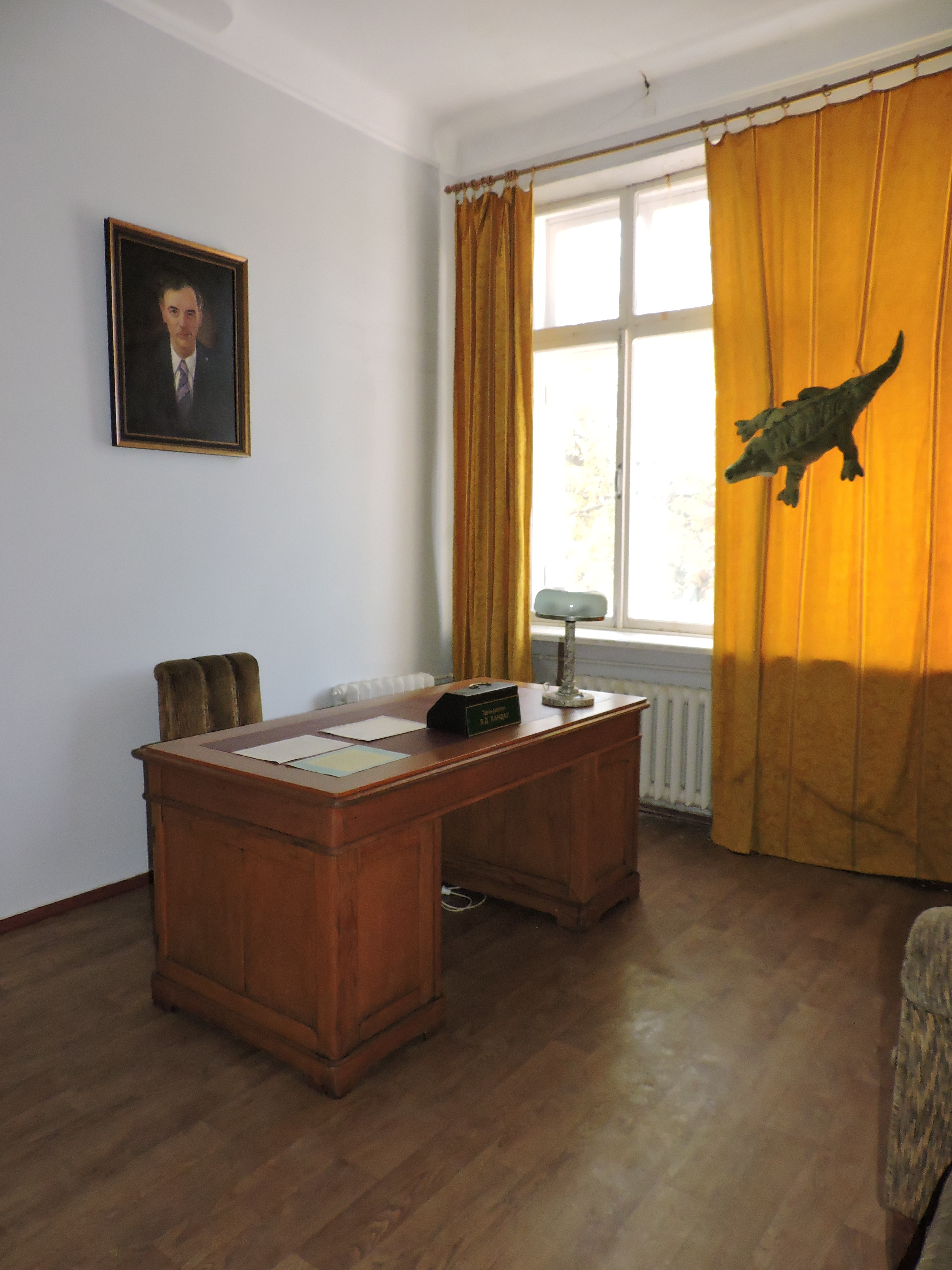
Робочий кабінет Льва Ландау у старій будівлі ХФТІ

- 22 січня 1908 — в Баку в сім'ї Любові Веніамінівни і Давида Львовича Ландау народився син Лев.
- 1916 −1920 — навчання в гімназії.
- 1920 — 1922 — навчання в Бакинському економічному технікумі.
- 1922 — 1924 — навчання в Азербайджанському державному університеті.
- 1924 — перехід на фізико-математичний факультет Ленінградського державного університету.
- 1926 — поступив до позаштатної аспірантури Ленінградського фізико-технічного інституту.
  - Участь у роботі V з'їзду російських фізиків у Москві (15-20 грудня).
  - Публікація першої наукової роботи Ландау «До теорії спектрів двоатомних молекул».
- 1927 — закінчення університету (20 січня) і вступ до аспірантури Ленінградського фізико-технічного інституту.
- 1929 — півторарічне наукове відрядження для продовження освіти до Берліна, Геттінгена, Лейпціга, Копенгагена, Кембриджа, Цюриха.
- березень 1931 — повернення на Батьківщину і робота в Ленінграді.
- серпень 1932 — перехід до Харкова завідувачем теоретичного відділу Українського фізико-технічного інституту (УФТІ).
- 1933 — призначення завідувачем кафедри теоретичної фізики Харківського механіко-машинобудівного (нині політехнічного) інституту. Читання курсу лекцій на фізико-математичному факультеті.
- 1934 — присудження Л. Д. Ландау ступеня доктора фізико-математичних наук без захисту дисертації.
- 1935 — читання курсу фізики в Харківському державному університеті, завідування кафедрою загальної фізики ХДУ. Присвоєння звання професора.
- 1936—1937 — створення теорії фазових переходів другого роду і теорії проміжного стану надпровідників.
- 1937 — перехід на роботу в Інститут фізичних проблем в Москву (8 лютого).
- 1938 — арешт (27 квітня)
- 1939 — звільнення з в'язниці завдяки втручанню П. Л. Капиці (29 квітня).
- 1940 — 1941 — створення теорії надтекучості рідкого гелію.
- 1941 — Створення теорії квантової рідини.
- 1946, 30 листопада — обрання дійсним членом Академії наук СРСР.
  - Присудження Сталінської премії.
- 1946 — створення теорії коливань електронної плазми («загасання Ландау»).
- 1948 — видання «Курсу лекцій із загальної фізики» (Видавництво МДУ).
- 1949 — присудження Сталінської премії.
- 1950 — розробка теорії надпровідності (спільно з В. Л. Гінзбургом).
- 1951 — обрання членом Данської королівської академії наук.
- 1953 — присудження Сталінської премії.
- 1954 — присудження звання Героя Соціалістичної Праці.
  - публікація (спільно з А. А. Абрікосовим, І. М. Халатниковим) фундаментальної праці «Основи електродинаміки».
- 1955 — видання «Лекцій по теорії атомного ядра» (спільно з Я. А. Смородінським).
- 1956 — обрання членом Королівської академії наук Нідерландів.
- 1957 — створення теорії Фермі-рідини.
- 1959 — Л. Д. Ландау пропонує принцип комбінованої парності.
- 1960 — обрання членом Британського фізичного товариства, Лондонського Королівського товариства, Національної академії наук США, Американської академії наук і мистецтв.
  - присудження премії Фріца Лондона.
  - нагородження медаллю імені Макса Планка (ФРН).
- 1962 — автомобільна аварія по дорозі в Дубну (7 січня)
  - Ленінська премія за цикл книг по теоретичній фізиці (спільно з Е. М. Ліфшицем)(квітень).
  - Нобелівська премія з фізики за «піонерські роботи в галузі теорії конденсованих середовищ, особливо рідкого гелію» (листопад).
- 1968, 1 квітня, 21 година 50 хвилин — Лев Давидович Ландау помер. Поховали його в Москві на Новодівочому кладовищі (ділянка № 5).

## Нагороди, премії
Указом Президії Верховної Ради СРСР (з грифом «Не підлягає опублікуванню») від 4 січня 1954 року за виняткові заслуги перед державою при виконанні спеціального завдання Ландау Леву Давидовичу присвоєно звання Героя Соціалістичної Праці з врученням ордена Леніна і золотої медалі «Серп і Молот».
У 1962 році за піонерські дослідження конденсованих середовищ, особливо рідкого гелію Лев Ландау був удостоєний Нобелівської премії з фізики.
Нагороджений трьома орденами Леніна (1949, 1954, 1962), орденом Трудового Червоного Прапора (1945), орденом «Знак Пошани» (1943), медалями.
Лауреат Ленінської премії (1962), Сталінських премій (1946, 1949, 1953).

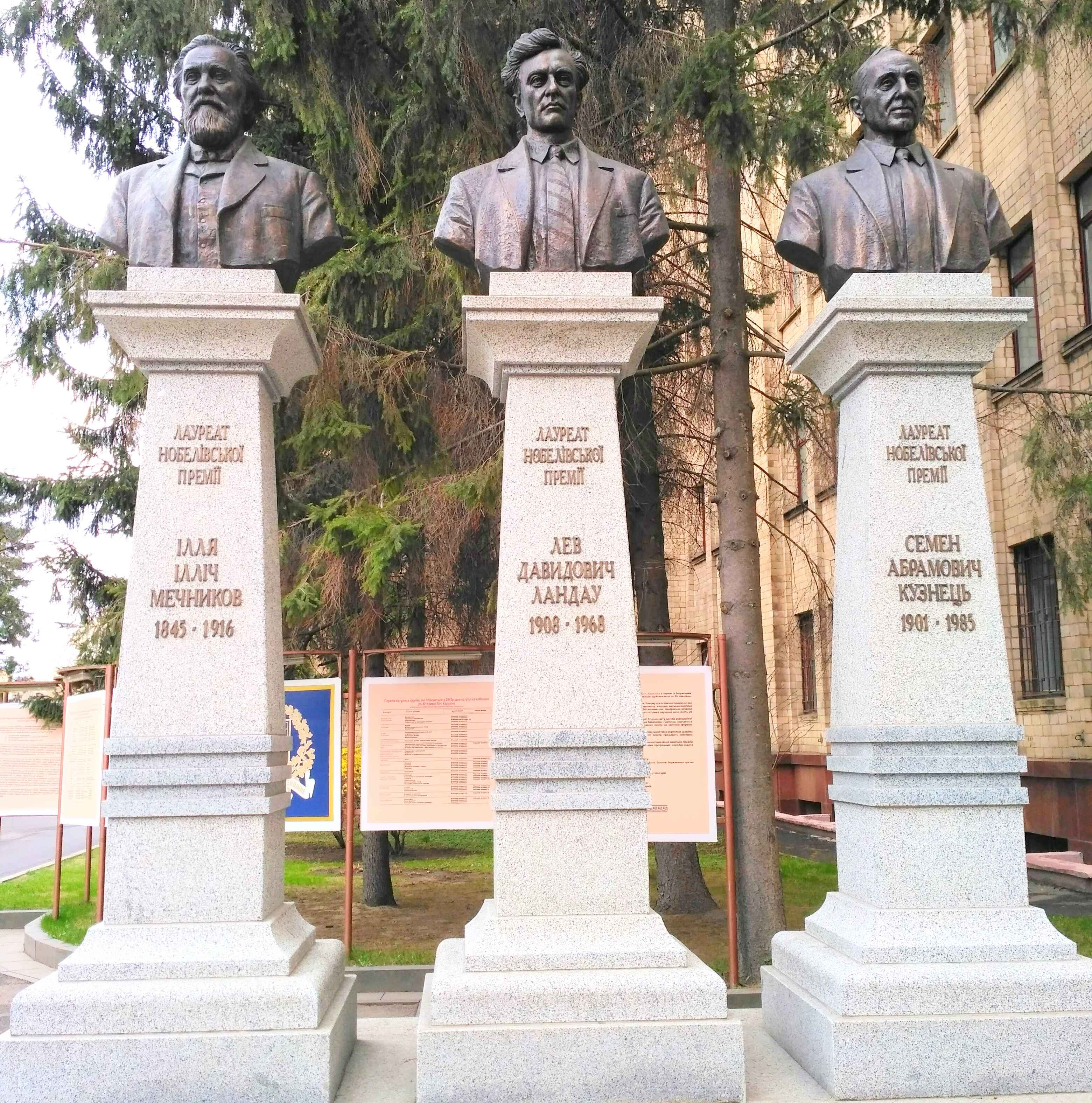
Погруддя Льву Ландау у місті Харків

## Пам'ять

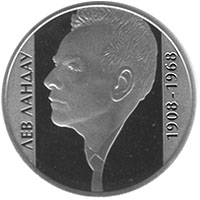

У Баку, на будинку, в якому жив до 1924 року Л. Д. Ландау, встановлена меморіальна дошка.
У 2008 році Центральний банк Росії і Національний банк України випустили в обіг пам'ятні монети присвячені 100-річчю з дня народження Лева Давидовича Ландау.
16 вересня 2010 року Укрпошта ввела в обіг поштовий блок № 86 «Національний технічний університет „Харківський політехнічний інститут“. 125 років» з одинадцяти марок з купоном: "Національний технічний університет «Харківський політехнічний інститут. Ландау Л. Д. (1908—1968)» (№ 1060).
На його честь названо астероїд 2142 Ландау і кратер на зворотному боці Місяця.
2016 року іменем Льва Ландау було названо проспект у Харкові. Також у місті є вулиця та провулок Ландау.

## Основні друковані праці Л.Д.Ландау
1. К теории спектров двухатомных молекул // Ztshr. Phys. 1926. Bd. 40. S. 621.
2. Проблема затухания в волновой механике // Ztshr. Phys. 1927. Bd. 45. S. 430.
3. Квантовая электродинамика в конфигурационном пространстве // Ztshr. Phys. 1930. Bd. 62. S. 188. (Совм. с Р.Пайерлсом.)
4. Диамагнетизм металлов // Ztshr. Phys. 1930. Bd. 64. S. 629.
5. Распространение принципа неопределенности на релятивистскую квантовую теорию // Ztshr. Phys. 1931. Bd. 69. S. 56. (Совм. с Р.Пайерлсом.)
6. К теории передачи энергии при столкновениях. I // Phys. Ztshr. Sow. 1932. Bd. 1. S. 88.
7. К теории передачи энергии при столкновениях. II // Phys. Ztshr. Sow. 1932. Bd. 2. S. 46.
8. К теории звезд // Phys. Ztshr. Sow. 1932. Bd. 1. S. 285.
9. О движении электронов в кристаллической решетке// Phys. Ztshr. Sow. 1933. Bd. 3. S. 664.
10. Второй закон термодинамики и Вселенная // Phys. Ztshr. Sow. 1933. Bd. 4. S. 114. (Совм. с А.Бронштейном.)
11. Возможное объяснение зависимости восприимчивости от поля при низких температурах // Phys. Ztshr. Sow. 1933. Bd. 4. S. 675.
12. Внутренняя температура звезд // Nature. 1933. V. 132. P. 567. (Совм. с Г.Гамовым.)
13. Структура несмещенной линии рассеяния // Phys. Ztshr. Sow. 1934. Bd. 5. S. 172. (Совм. с Г.Плаченом.)
14. К теории торможения быстрых электронов излучением // Phys. Ztshr. Sow. 1934. Bd. 5. S. 761; ЖЭТФ. 1935. Т. 5. С. 255.
15. Об образовании электронов и позитронов при столкновении двух частиц // Phys. Ztshr. Sow. 1934. Bd. 6. S. 244. (Совм. с Е. М. Лифшицем.)
16. К теории аномалий теплоемкости // Phys. Ztshr. Sow. 1935. Bd. 8. S. 113.
17. К теории дисперсии магнитной проницаемости ферромагнитных тел // Phys. Ztshr. Sow. 1935. Bd. 8. S. 153. (Совм. с Е. М. Лифшицем.)
18. О релятивистских поправках к уравнению Шрёдингера в задаче многих тел // Phys. Ztshr. Sow. 1935. Bd. 8. S. 487.
19. К теории коэффициента аккомодации // Phys. Ztshr. Sow. 1935. Bd. 8. S. 489.
20. К теории фотоэлектродвижущей силы в полупроводниках // Phys. Ztshr. Sow. 1936. Bd. 9. S. 477. (Совм. с Е. М. Лифшицем.)
21. К теории дисперсии звука // Phys. Ztshr. SOW. 1936. Bd. 10. S. 34. (Совм. с Э.Теллером.)
22. К теории мономолекулярных реакций // Phys. Ztshr. Sow. 1936. Bd. 10. S. 67.
23. Кинетическое уравнение в случае кулоновского взаимодействия // ЖЭТФ. 1937. Т. 7. С. 203; Phys. Ztshr. Sow. 1936. Bd. 10. S. 154.
24. О свойствах металлов при очень низких температурах // ЖЭТФ. 1937. Т. 7. С. 379; Phys. Ztshr. Sow. 1936. Bd. 10. S. 649. (Совм. с И. Я. Померанчуком.)
25. Рассеяние света на свете // Nature. 1936. V. 138. Р. 206. (Совм. с А. И. Ахиезером и И. Я. Померанчуком.)
26. Об источниках звездной энергии // ДАН СССР. 1937. Т. 17. С. 301; Nature. 1938. V. 141. Р. 333.
27. О поглощении звука в твердых телах // Phys. Ztshr. Sow. 1937. Bd. 11. S. 18. (Совм. с Ю. Б. Румером.)
28. К теории фазовых переходов. I // ЖЭТФ. 1937. Т. 7. С. 19; Phys. Ztshr. Sow. 1937. Bd. 7. S. 19.
29. К теории фазовых переходов. II // ЖЭТФ. 1937. Т. 7. С. 627; Phys. Ztshr. Sow. 1937. Bd. 11. S. 545.
30. К теории сверхпроводимости // ЖЭТФ. 1937. Т. 7. С. 371; Phys. Ztshr. Sow. 1937. Bd. 7. S. 371.
31. К статистической теории ядер // ЖЭТФ. 1937. Т. 7. С. 819; Phys. Ztshr. Sow. 1937. Bd. 11. S. 556.
32. Рассеяние рентгеновых лучей кристаллами вблизи точки Кюри // ЖЭТФ. 1937. Т. 7. С. 1232; Phys. Ztshr. Sow. 1937. Bd. 12. S. 123.
33. Рассеяние рентгеновых лучей кристаллами с переменной структурой // ЖЭТФ. 1937. Т. 7. С. 1227; Phys. Ztshr. Sow. 1937. Bd. 12. S. 579.
34. Образование ливней тяжелыми частицами // Nature. 1937. V. 140. P. 682. (Совм. с Ю. Б. Румером.)
35. Стабильность неона и углерода по отношению к а-распаду // Phys. Rev. 1937. V. 52. P. 1251.
36. Каскадная теория электронных ливней // Ргос. Roy. Soc. 1938. V. А166. P. 213. (Совм. с Ю. Б. Румером.)
37. Об эффекте де Гааза — ван Альфена // Ргос. Roy. Soc. 1939. V. А170. P. 363. Приложение к статье Д. Шен-Шенберга.
38. О поляризации электронов при рассеянии // ДАН СССР. 1940. Т. 26. С. 436; Phys. Rev. 1940. V. 57. P. 548.
39. О «радиусе» элементарных частиц // ЖЭТФ. 1940. Т. 10. С. 718; J. Phys. USSR. 1940. V. 2. P. 485.
40. О рассеянии мезотронов «ядерными силами» // ЖЭТФ. 1940. Т. 10. С. 721; J. Phys. USSR. 1940. V. 2. P. 483.
41. Угловое распределение частиц в ливнях// ЖЭТФ. 1940. Т. 10. С. 1007; J. Phys. USSR. 1940. V. 3. P. 237.
42. Теория сверхтекучести гелия-II// ЖЭТФ. 1941. Т. 11. С. 592
43. К теории вторичных ливней// ЖЭТФ. 1941. Т. 11. С. 32; J. Phys. USSR. 1941. V. 4. P. 375.
44. К гидродинамике гелия-II// ЖЭТФ. 1944. Т. 14. С. 112
45. Теория вязкости гелия-II// ЖЭТФ. 1949. Т. 19. С. 637
46. Что такое теория относительности. // Издательство «Советская Россия», Москва 1975 3-е издание дополненное (Совместно с Ю. Б. Румером)

### Landau and LifshitzCourse of Theoretical Physics
- vol. 1: «Mechanics». L. D. Landau, E. M. Lifshitz
- vol. 2: «The Classical Theory of Fields». L. D. Landau, E. M. Lifshitz
- vol. 3: «Quantum Mechanics: Non-Relativistic Theory». L. D. Landau, E. M. Lifshitz
- vol. 4: «Quantum Electrodynamics». V. B. Berestetsky, E. M. Lifshitz and L. P. Pitaevskii
- vol. 5: «Statistical Physics Pt. 1». L. D. Landau, E. M. Lifshitz
- vol. 6: «Fluid Mechanics». L. D. Landau, E. M. Lifshitz
- vol. 7: «Theory of Elasticity». L. D. Landau, E. M. Lifshitz
- vol. 8: «Electrodynamics of Continuous Media». L. D. Landau, E. M. Lifshitz and L. P. Pitaevskii
- vol. 9: «Statistical Physics Pt. 2». E. M. Lifshitz, L. P. Pitaevskii
- vol. 10: «Physical Kinetics». E. M. Lifshitz, L. P. Pitaevskii

### Інші книги англійською
- «General Physics, Mechanics and Molecular Physics». A. I. Akhiezer, E. M. Lifshitz